# Benjamin Cohen
Benjamin Cohen (Ossining (New York), 5 juni 1937) is Louis G. Lancaster Professor in Internationale Politieke Economie aan de Universiteit van Californië, Santa Barbara. Hij werkt aan UCSB sinds 1991 en doceert zowel undergraduate als graduate vakken.
Cohen studeerde af in 1959 en haalde zijn PhD in 1963, beide in Economie en aan Columbia University. Van 1962 tot 1964 werkte Cohen als onderzoekseconoom bij de Federal Reserve Bank of New York. Van 1964 tot 1971 was hij assistent professor in de Economie faculteit van Princeton University.
Cohen is ook sinds 1971 docent aan Tufts University. Sinds 1978 is hij daar de William L. Clayton Professor in Internationale Economie aan de Fletcher School of Law and Diplomacy. Zijn onderzoeksgebied bestaat voornamelijk uit internationale monetaire en financiële zaken, hij heeft geschreven over onderwerpen uiteenlopend van wisselkoersen en monetaire integratie tot financiële markten en internationale schuld. 